# EREMES
EREMES（エレメス）は、日本のヴィジュアル系バンド。

## メンバー
masato（まさと　8月29日 - )
- ヴォーカル担当。血液型はO型。

Sho-ri（しょうり　4月25日 - ）
- ギター（上手）担当。血液型はA型。

Anri（あんり　6月26日 - ）
- ベース担当。血液型はA型。

マロン-栗-（まろん　6月27日 - ）
- ドラムス担当。血液型はA型。

## 概要
masatoを中心に、with9で知り合ったSho-riとマロンが加わり、EREMESを結成。2015年4月29日に東京で活動を始め、その後、Anriが加わり、4人編成となる。
ジャンルに囚われないオリジナリティ溢れる独自のサウンドを特徴とする。

## 来歴
2015年4月29日、結成。
2015年8月15日、Bass.Anri加入。

## ディスコグラフィ

### アルバム
| 枚  | 発売日        | タイトル       | 規格 | 販売生産番号 | 備考 |
| --- | ------------- | -------------- | ---- | ------------ | ---- |
| 1st | 2015年8月15日 | METEMPSYCHOSIS | CD   | ERCD-0001    |      |